# The Quantum Enigma
The Quantum Enigma este cel de-al șaselea album de studio al formației symphonic metal olandeze Epica. A fost lansat de Nuclear Blast pe 2mai (Europa), 5 mai (UK) și 13 mai (SUA). Este primul lor album de studio cu noul basist Rob van der Loo, care l-a înlocuit pe Yves Huts în 2012.
Albumul conține două single-uri: "The Essence of Silence" (lansat pe 17 martie 2014) și "Unchain Utopia" (lansat pe 4 aprilie 2014).

## Lista pieselor
Albumul a fost lansat în cinci versiuni diferite: Regular Jewel Case, 2-CD Digipack, 3-CD Earbook, Double Vinyl și ca download digital.
| Disc 1 (Standard Edition) |                                                   |                 |                                                 |          |  |
| Nr.                       | Titlu                                             | Versuri         | Muzică                                          | Lungime  |  |
| 1.                        | „Originem”                                        | Mark Jansen     | Bob Katsionis & Epica                           | 2:11     |  |
| 2.                        | „The Second Stone”                                | Simone Simons   | Isaac Delahaye & Epica                          | 4:59     |  |
| 3.                        | „The Essence of Silence”                          | Jansen          | Ariën van Weesenbeek & Epica                    | 4:47     |  |
| 4.                        | „Victims of Contingency”                          | Jansen          | Jansen, Epica, Jack Driessen & Frank Schiphorst | 3:31     |  |
| 5.                        | „Sense without Sanity (The Impervious Code)”      | Jansen          | Mark Jansen & Epica                             | 7:41     |  |
| 6.                        | „Unchain Utopia”                                  | Simons          | Isaac Delahaye & Epica                          | 4:45     |  |
| 7.                        | „The Fifth Guardian (Interlude)”                  |                 | Delahaye, Coen Janssen & Miro Rodenberg         | 3:04     |  |
| 8.                        | „Chemical Insomnia”                               | Simons          | Isaac Delahaye & Epica                          | 5:11     |  |
| 9.                        | „Reverence (Living in the Heart)”                 | Jansen          | van Weesenbeek & Epica                          | 5:02     |  |
| 10.                       | „Omen (The Ghoulish Malady)”                      | Jansen          | Jansen & Epica                                  | 5:27     |  |
| 11.                       | „Canvas of Life”                                  | Simons          | Janssen & Epica                                 | 5:27     |  |
| 12.                       | „Natural Corruption”                              | Simons          | Delahaye & Epica                                | 5:23     |  |
| 13.                       | „The Quantum Enigma (Kingdom of Heaven, Part II)” | Jansen          | Jansen & Epica                                  | 11:52    |  |
| Lungime totală:           | Lungime totală:                                   | Lungime totală: | Lungime totală:                                 | 01:09:20 |  |

| Bonus tracks |                                                              |         |                         |         |  |
| Nr.          | Titlu                                                        | Versuri | Muzică                  | Lungime |  |
| 14.          | „In All Conscience” (2xCD Digipak Exclusive Bonus Track)     | Jansen  | Rob van der Loo & Epica | 5:04    |  |
| 15.          | „Dreamscape” (3xCD Earbook Deluxe Exclusive Bonus Track)     | Simons  | van der Loo & Epica     | 5:01    |  |
| 16.          | „Memento” (Double Vinyl Exclusive Bonus Track)               | Simons  | van Weesenbeek & Epica  | 4:11    |  |
| 17.          | „Banish Your Illusion” (iTunes/Amazon Exclusive Bonus Track) | Jansen  | Jansen & Epica          | 6:09    |  |
| 18.          | „Mirage of Verity” (Japanese/Korean Exclusive Bonus Track)   | Jansen  | van der Loo & Epica     | 5:59    |  |

| Disc 2 (2xCD Digipak & 3xCD Earbook Deluxe Only) [Acoustic Version] |                                         |          |  |
| Nr.                                                                 | Titlu                                   | Lungime  |  |
| 15.                                                                 | „Canvas of Life” (Acoustic Version)     | 4:51     |  |
| 16.                                                                 | „In All Conscience” (Acoustic Version)  | 4:16     |  |
| 17.                                                                 | „Dreamscape” (Acoustic Version)         | 4:11     |  |
| 18.                                                                 | „Natural Corruption” (Acoustic Version) | 4:48     |  |
| Lungime totală:                                                     | Lungime totală:                         | 00:18:07 |  |

| Disc 3 (3xCD Earbook Deluxe Only) [Instrumental Version] |                                                                          |          |  |
| Nr.                                                      | Titlu                                                                    | Lungime  |  |
| 19.                                                      | „Originem” (Instrumental Version)                                        | 2:11     |  |
| 20.                                                      | „The Second Stone” (Instrumental Version)                                | 4:59     |  |
| 21.                                                      | „The Essence of Silence” (Instrumental Version)                          | 4:47     |  |
| 22.                                                      | „Victims of Contingency” (Instrumental Version)                          | 3:31     |  |
| 23.                                                      | „Sense without Sanity (The Impervious Code)” (Instrumental Version)      | 7:41     |  |
| 24.                                                      | „Unchain Utopia” (Instrumental Version)                                  | 4:45     |  |
| 25.                                                      | „The Fifth Guardian (Interlude)” (Instrumental Version)                  | 3:04     |  |
| 26.                                                      | „Chemical Insomnia” (Instrumental Version)                               | 5:11     |  |
| 27.                                                      | „Reverence (Living in the Heart)” (Instrumental Version)                 | 5:02     |  |
| 28.                                                      | „Omen (The Ghoulish Malady)” (Instrumental Version)                      | 5:27     |  |
| 29.                                                      | „Canvas of Life” (Instrumental Version)                                  | 5:27     |  |
| 30.                                                      | „Natural Corruption” (Instrumental Version)                              | 5:23     |  |
| 31.                                                      | „The Quantum Enigma (Kingdom of Heaven, Part II)” (Instrumental Version) | 11:51    |  |
| Lungime totală:                                          | Lungime totală:                                                          | 01:09:19 |  |

## Clasamente
The Quantum Enigma a debutat pe locul 110 în US Billboard 200, fiind al doilea material Epica în acest chart, precedentul fiind Requiem for the Indifferent care intrase în clasament din februarie 2013.
| Clasament (2014)                         | Poziție de top |
| ---------------------------------------- | -------------- |
| Austrian Albums (Ö3 Austria)             | 30             |
| Belgian Albums (Ultratop Flanders)       | 33             |
| Belgian Albums (Ultratop Wallonia)       | 45             |
| Dutch Albums (MegaCharts)                | 4              |
| Finnish Albums (Suomen virallinen lista) | 26             |
| French Albums (SNEP)                     | 47             |
| German Albums (Media Control)            | 11             |
| Hungarian Albums (MAHASZ)                | 30             |
| Japanese Albums (Oricon)                 | 68             |
| Spanish Albums (PROMUSICAE)              | 62             |
| Swiss Albums (Schweizer Hitparade)       | 17             |
| UK Albums (OCC)                          | 53             |
| US Billboard 200                         | 110            |